# Vannetais
Ne doit pas être confondu avec pays de Vannes.
Le Vannetais, ou pays de Vannes (en breton vannetais : Bro-Gwened ; en KLT : Bro-Wened), ou encore pays Vannetais, est un territoire qui correspond à celui de l'un des neuf anciens évêchés de Bretagne.
C'était aussi à l'origine un royaume, dont le nom historique était le Bro Ereg (voir Liste des rois de Broërec), fondé au VIe siècle, et incorporé par Nominoë au royaume indépendant de Bretagne au IXe siècle.
Le territoire du pays de Vannes correspond, pour une grande part, au département moderne du Morbihan, mais, notamment, sans les cantons ou pays cornouaillais de Gourin et Le Faouët (Ar Faoued), et, par contre, avec celui du finistérien Arzano (An Arzhanoù).

## Histoire

### Vénètes
Le nom de la ville (« Vannes ») et de la région (« le Vannetais ») vient de celui de la cité gauloise des Vénètes (lat. : Veneti). Jules César dut mener une campagne longue contre ces excellents marins. On suppose que la bataille navale finale a eu lieu, en 56 av. J.-C., au large de la presqu'île de Rhuys. Au IIe siècle apr. J.-C., Ptolémée indique que les Vénètes appartiennent à la province de Gaule lyonnaise. À partir du IVe siècle, la cité des Vénètes (Civitas Venetum) apparaît. D'après la Table des Provinces, celle-ci est rattachée à la  IIIe Lyonnaise à partir du début du Ve siècle. Vannes Darioritum est progressivement reliée par des voies romaines à Quimper, Carhaix, Corseul, Rennes et Nantes.

### Bro Ereg
À partir du Ve siècle, les Bretons insulaires s'installent en nombre dans le pays de Vannes. La région était demeurée peuplée et le territoire est partagé entre les Bretons, dont la présence est attestée par les toponymes en plou, lan ou tre, et les Gallo-Romains. Dans la seconde moitié du VIe siècle, Waroch est le chef des Bretons alors que les relations avec les Francs se dégradent : en luttant contre les rois mérovingiens, il se construit une principauté, appelée en breton Bro Waroch.
Au haut Moyen Âge, le Vannetais est subdivisé en un certain nombre de pays historiques appelés pagus : le pagus Reuuisii (presqu'île de Rhuys), le pagus de Belz, le pagus du Kemenet-Héboé, le pagus Venetensis (dit aussi Warochia, autour de Vannes).
Les Carolingiens tentent en 775 d'intégrer le Vannetais à la « marche de Bretagne » qu'ils viennent de créer. Lassés par les nombreuses révoltes, Louis le Pieux finit, en 824, par confier le comté de Vannes à Nominoë avec le titre officiel de  représentant de l'empereur carolingien. Mais Nominoë se révolte contre le nouveau roi de Francie occidentale, Charles le Chauve, se taille une principauté bretonne et bat le roi des Francs à Ballon. Son fils, Erispoë, bat à nouveau Charles le Chauve à Jengland, ce qui oblige ce dernier à lui accorder le titre de roi.

## Langues
L'évêché était traditionnellement divisé en deux zones linguistiques : 
- celle du tiers « est » était gallo ;
- celle des deux tiers « ouest », bretonnant.
- Il existe aussi une zone tampon entre le pays bretonnant et le pays gallo, où un parler spécifique est pratiqué[8].

Le dialecte breton du Vannetais, ou breton vannetais, le gwenedeg comme on l’appelle en breton, est très particulier et pendant longtemps avait une orthographe et une littérature à part. Selon le chanoine Falc'hun (1909-1991), le vannetais [G] serait marqué par la langue gauloise, contrairement aux trois autres groupes linguistiques dit parfois KLT (Cornouaillais [K], Léonard [L], Trégorois [T]).
Les innovations orthographiques du peurunvan et de l’etrerannyezhel (interdialectal) ont contraint d'écrire le vannetais en orthographe dite « normalisée ».

## Subdivisions

### Pays traditionnels
Il est composé de neuf pays traditionnels qui sont, du nord au sud et de l'ouest à l'est, le pays de Kost ar c'hoad, le pays Pourlet, le pays de Lorient (Bas-Vannetais), le pays de Pontivy, le pays de Baud, le pays de Vannes (Haut-Vannetais), le Vannetais gallo (Vannetais oriental), le pays de Rhuys et une partie du pays de Redon.

### Villes

#### Vannes
La ville principale, qui a remplacé la Darioritum romaine, est Vannes, nom issu de la population vénète (Gwened) et qui a régulièrement accueilli l'administration ducale. Vannes possédait un château ducal (château de l'Hermine aujourd'hui remplacé par l'hôtel Lagorce) et le Parlement de Bretagne qui reviendra y siéger en exil sous les règnes de Louis XIV et Louis XV. Les autres villes notables du pays sont Lorient, Pontivy et Redon.
Sur le plan géographique, on peut constater l'existence de deux zones distinctes, l’intérieur dont une partie était au XIXe siècle composée de landes incultes (landes de Lanvaux) et le littoral peu découpé, mais prolongé par une petite mer intérieure presque fermée appelée le golfe du Morbihan (morbihan signifie « petite mer »).

## Littérature
- Dans son roman Le Vicomte de Bragelonne, Alexandre Dumas fait d'Aramis un évêque de Vannes.
- Parmi la littérature écrite en breton vannetais on note la revue Dihunamb, de Loeiz Herrieu.